# Villacampo del Moral
Villacampo del Moral es una aldea perteneciente al municipio de Huelma, en la provincia de Jaén (Andalucía, España). Se encuentra a unos 12 km aprox. por carretera de dicha localidad, en la carretera que conduce a la Estación de Huelma. Al ser considerada por el Instituto Nacional de Estadística como un diseminado, no es posible conocer la población exacta del núcleo poblacional.

## Toponimia
El nombre del lugar procede de la unión de los topónimos Campo del Moral, paraje al oeste de la aldea, y de Loma de la Villa, al sur de la misma.